# Malgassophlebia mediodentata
Malgassophlebia mediodentata – gatunek ważki z rodziny ważkowatych (Libellulidae).